# نوک‌آباد (پشتکوه، دو)
نوک‌آباد روستایی در دهستان پشتکوه بخش مرکزی شهرستان خاش استان سیستان و بلوچستان ایران است.

## جمعیت
بر پایه سرشماری عمومی نفوس و مسکن در سال ۱۳۹۵ جمعیت این مکان ۱۸۶ نفر (۸۵خانوار) بوده‌است.